# Karl Schmider

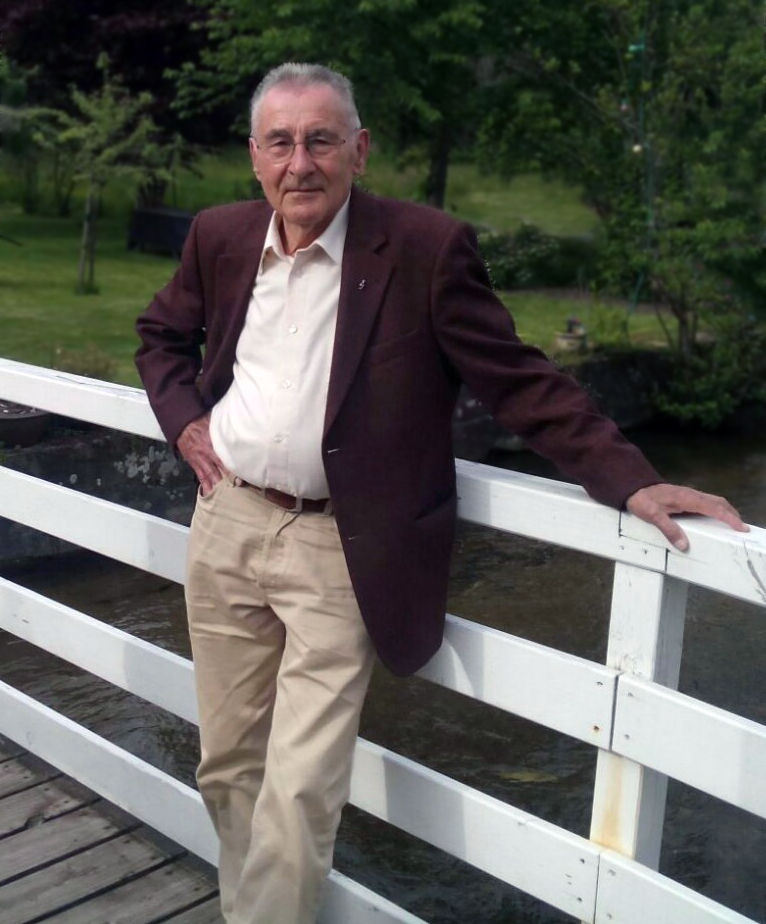
Karl Schmider (2015)

Karl Heinrich Schmider (* 18. September 1935 in Hausach; † 22. Dezember 2022 in Wolfach) war ein deutscher Komponist, Chorleiter, Lehrer und Organist. 

## Leben
Karl Schmider wurde 1935 in Hausach geboren. Seine Gymnasialzeit verbrachte er im Konradihaus in Konstanz, wo er erstmals in direkten Kontakt mit der Kirchenmusik kam. 1954 schloss er mit dem Abitur seine Zeit in Konstanz ab.
Nach seiner Lehrerausbildung an der Pädagogischen Akademie in Freiburg im Breisgau war er als Lehrer und Kirchenmusiker in Hornberg (1956–1963), Laufenburg (Baden) (1963–1975) und in Haslach im Kinzigtal (1975–1998) tätig. In all seinen Wirkungsstätten übernahm er zudem ein Amt als Chorleiter.
Zu seiner musikalischen Weiterentwicklung trug vor allem ein Kompositionsstudium bei, das er von 1965 bis 1970 bei dem Schweizer Komponisten Ernst Pfiffner in Basel absolvierte. In seiner kompositorischen Schaffensphase entstanden zahlreiche Werke, von denen einige beim Süddeutschen Rundfunk Stuttgart (Weihnachtsmusik, Divertimento für Bläser, Weihnachtskantate, Volksliederkantate), beim Südwestfunk (Sommerlieder-Suite) und beim Schweizer Radio (Weihnachtskantate und verschiedene Bläsermusik) aufgenommen und gesendet wurden.
Nach seinem Eintritt in den Ruhestand war er der Kirchenmusik weiterhin als Organist und Vakanzvertreter verbunden.

## Werke
Schwerpunkt seiner kompositorischen Arbeit war die geistliche Chormusik, von der vieles bei führenden Kirchenmusikverlagen veröffentlicht wurde, darunter mehrere Messen, Liedkantaten, zahlreiche Motetten und Liedsätze.
Im Bereich der Instrumentalmusik komponierte er zahlreiche Orgelstücke, viele Stücke für Bläser mit und ohne Orgel, ein Konzert für Trompete und Streicher, ein Divertimento für Bläserquintett und Stücke für Streicher.
- Messe zum Heiligen Geist (1968) für 4 stimmigen gem. Chor[3]
- Kleine Weihnachtsmusik (1969) für Holzblasinstrumente, Gitarre und Schlagwerk
- Pezzi modali (1970) 8 kleine Stücke für Orgel[4]
- Ein Kind geborn zu Bethlehem (1971) Liedkantate für Kinderchor und Bläserquartett[5]
- Konzert für Trompete und Streicher (1974)
- Gelobet sei Gott im höchsten Thron! Liedkantate für 2–4 stimmigen gemischten Chor, Gemeinde und Orgel[6]
- Deutsche Messe „Der Herr ist mein Hirte“ (1978) für gemischten Chor und Orgel oder Bläser[7]
- Fantasie für Orgel (1979)[8]
- 27. Psalm für Vorsänger, gemischten Chor, Bläser und Orgel (1981/1982)[9]
- Von guten Mächten wunderbar geborgen (1985) für 6 stimmigen gem. Chor[10]
- Sommerlieder-Suite (1988) für Flöte, Pikkoloflöte, Oboe, Streichinstrumente und kleine Trommel